# The Great Giana Sisters
The Great Giana Sisters es un juego de plataforma de 1987 desarrollado por el estudio alemán Time Warp Productions y publicado por Rainbow Arts . Es conocido por su controvertida historia de producción y sus similitudes con el juego de la plataforma de Nintendo Super Mario Bros., que provocó una presión legal contra los productores del juego. La melodía de pantalla de desplazamiento del juego fue compuesta por Chris Hülsbeck y es una popular banda sonora de Commodore 64. 

## Trama
El jugador toma el rol de Giana (conocida como «Gianna» en la introducción de desplazamiento y también el nombre previsto antes de que se hiciera un error tipográfico en la portada y los desarrolladores simplemente continuaron con eso en lugar de rehacer la portada), una niña que sufre de una pesadilla, en la que viaja a través de 32 etapas llenas de monstruos, mientras recoge diamantes siniestros y busca a su hermana María. Si el jugador gana la batalla final, Giana será despertada por su hermana.

## Jugabilidad
The Great Giana Sisters es un juego de arcade de desplazamiento lateral en 2D en el que el jugador controla a Giana o a su hermana María. El juego admite alternar 2 jugadores, con el segundo jugador tomando el control de María. 
Cada nivel contiene una serie de cristales de ensueño, que dan puntos cuando se recolectan para lograr la puntuación más alta del juego. Se puede ganar una vida extra recolectando 100 cristales de sueños. También se pueden encontrar vidas extra en forma de elementos ocultos de «Lollipop».
Los enemigos pueden ser derrotados saltando sobre ellos o disparándoles después de obtener los poderes relevantes. Los enemigos incluyen búhos, globos oculares, peces carnívoros e insectos mortales. La «Rueda de Fuego» transforma a Giana en un punk con la habilidad de aplastar rocas saltando debajo de ellas. «Lightning Bolt» otorga a Giana «Dream Bubbles», un solo disparo de proyectil. «Double Lightning» le permite disparar proyectiles de retroceso. «Fresas» le da la capacidad de disparar proyectiles orientadores. Hay un objeto defensivo en el juego, la «Gota de agua», que protege a Giana contra el fuego. También se puede activar una serie de elementos especiales que afectan a toda la pantalla, como el «Reloj», que congela a todos los enemigos en la pantalla, y las «Bombas mágica», que matan a todos los enemigos. Estos elementos se encuentran en los bloques de elementos dispersos alrededor de las etapas. 
Hay dos tipos de etapas en el juego, una etapa «Overworld» y «Underground». Los «escenarios Overworld» presentan paisajes verdes y objetos en forma de tubería, junto con pozos sin fondo para que Giana los evite. Las etapas «subterráneas» presentan peligros adicionales como el agua y el fuego, así como los jefes. 
Hay en total 32 etapas en el juego. Se pueden encontrar «bloques de deformación» ocultos para saltar a través de partes del juego.

## Desarrollo

### Historia
The Great Giana Sisters fue programado por Armin Gessert, con gráficos de Manfred Trenz y una banda sonora compuesta por Chris Hülsbeck bajo la etiqueta de Time Warp Productions Inc. La primera versión original del juego fue lanzada en 1987 en Commodore 64. Poco después, se lanzó en Amiga, Amstrad CPC, Atari ST y MSX2 . La licencia está en manos de Black Forest Games, que han desarrollado la secuela Giana Sisters: Twisted Dreams.

### Supuesta demanda
Según varias leyendas urbanas, Nintendo abrió un caso de demanda contra Time Warp Productions y Rainbow Arts, porque Nintendo vio una infracción directa de los derechos de autor de su nuevo juego Super Mario Bros. Pero, de hecho, nunca ha habido tal demanda. Ni Nintendo, ni los programadores alemanes afirman estar al tanto de ninguna demanda. Este mito fue creado poco después de que el juego fuera retirado de las tiendas. La propia Nintendo luego admitió haber influido directamente en la detención de ventas, como lo había hecho antes con otros juegos.
Varios factores influyeron en la finalización de las ventas del juego, incluidas notables similitudes: el modo de juego general y el primer nivel de The Great Giana Sisters es casi idéntico en diseño a la primera etapa que se encuentra en el Super Mario Bros. de Nintendo. La similitud inmediata con Super Mario Bros. fue notada rápidamente tanto por el público como por la propia industria de los videojuegos. Nintendo instó a los creadores de The Great Giana Sisters a retirar el juego de la venta, argumentando que se trataba de una infracción evidente de los derechos de autor. Time Warp Productions y Rainbow Arts detuvieron inmediatamente la producción y, al mismo tiempo, el juego comenzó a desaparecer de las tiendas. La dificultad para obtener copias del juego ha llevado a que se las busque como objetos de colección.

## Lanzamiento
El juego ha sido portado a numerosos sistemas desde su lanzamiento. Un port planeado para el ZX Spectrum fue revisado en revistas, aunque eventualmente fue cancelado debido a presiones legales. En 1993, el desarrollador holandés Sunrise lanzó una versión para MSX, programada por Jan van Valburg. No oficialmente, el juego ha sido clonado en Windows, DOS, GNU/Linux, Mac OS X, AmigaOS 4, NetBSD, AROS, MorphOS y Symbian OS. También se hizo un clon no oficial de la versión Commodore 64 para la Nintendo DS.
En 2009, se lanzó una versión móvil del juego, titulada simplemente Giana Sisters, para teléfonos Android, y apareció en el Discover Store de Ouya en el lanzamiento.

## Recepción

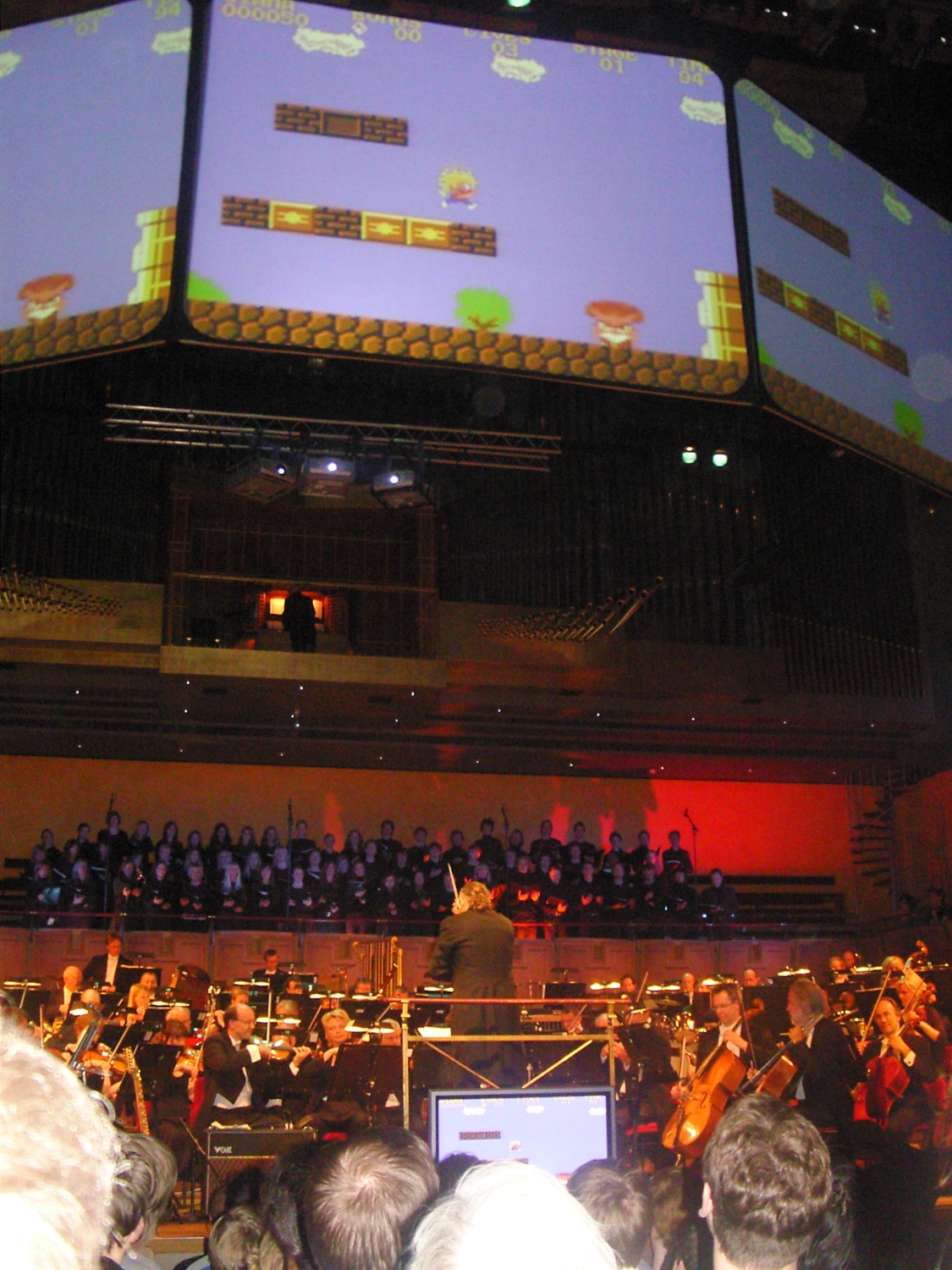
Música de The Great Giana Sisters orquestada en vivo por Play! Una sinfonía de videojuegos en 2007.

Tras su lanzamiento, The Great Giana Sisters recibió críticas positivas por parte de las revistas de juegos de toda Europa. Zzap! 64 describió el juego como «increíble» y concluyó con la opinión general de que The Great Giana Sisters era «una aventura de arcade fabulosa, convincente y siempre gratificante». La revisión de Powerplay declaró que sentían que el juego no estaba a la altura de los estándares establecidos por Super Mario Bros., pero que «aún así es un placer entretenido».
A pesar de no ver nunca un lanzamiento, la versión ZX Spectrum obtuvo críticas favorables de las revistas basadas en Spectrum. CRASH observó que el juego era «altamente adictivo y muy divertido de jugar. Un montón de pasajes ocultos y características sorpresa te mantendrán enganchado durante semanas».
The Great Giana Sisters ha ganado un fuerte culto a lo largo de los años, citando su fuerte banda sonora y su encanto único. En el recurso web en línea Lemon64, el miembro del personal Jan Egil Romestrand comentó que el juego es «imprescindible» para «cualquier coleccionista de juegos C64 serio». A partir de 2012, ocupa el sexto lugar en la Lista de los 10 mejores juegos en Gamebase 64.
La banda sonora de Chris Hülsbeck se ha convertido en una de las bandas sonoras de videojuegos más populares de todos los tiempos. Ha recibido más de 50 remixes en el popular recurso de arreglos de música Remix64. La música de The Great Giana Sisters se presentó en el concierto en vivo de la orquesta Symphonic Shades celebrado en Colonia, Alemania, el 23 de agosto de 2008. El arreglo fue realizado por Jonne Valtonen y realizado por la WDR Radio Orchestra. El concierto fue el primero de la orquesta de videojuegos que se transmitió en vivo por radio. La grabación del concierto recibió un lanzamiento de álbum en 2009. El álbum se agotó rápidamente, pero aún puede comprarse digitalmente a través de Amazon. 
Desde 2009, con el respaldo de Manfred Trenz, se está desarrollando y está alojado en SourceForge un remake de código abierto hecho por fanáticos de la versión de C64, llamado OpenGGS. La nueva versión fue portada a dispositivos móviles como Pandora en 2015.

## Secuelas

### Hard'n'Heavy
Poco después del lanzamiento de The Great Giana Sisters, Time Warp comenzó a desarrollar una secuela que fue anunciada como Giana 2: Arther and Martha en Future World, un nuevo juego con una configuración futurista. Debido a los problemas causados por la presión legal de Nintendo, se consideró demasiado arriesgado para el pequeño desarrollador producir una vez más un juego asociado con la marca Giana Sisters. Time Warp cambió el nombre del juego a Hard'n'Heavy y cambió a los protagonistas del juego en robots en lugar de las hermanas Giana. Hard'n'Heavy fue lanzado para Commodore 64 y Amiga en 1989.

### Giana Sisters DS
En abril de 2009, la editorial DTP Entertainment y el desarrollador Spellbound Interactive, entonces propietario de la propiedad intelectual del juego, lanzaron un nuevo juego de Giana Sisters en Europa con una actualización gráfica para la Nintendo DS, titulado Giana Sisters DS. El juego fue lanzado primeramente en Australia, cuenta con niveles completamente nuevos y más elementos de juego, y se puede desbloquear una recreación de los niveles del juego original. Giana Sisters DS fue lanzado en América del Norte en febrero de 2011 por el editor Destineer, aunque su sitio web oficial no lo tiene en la lista, y solo está disponible a través de varios minoristas como Walmart y Newegg.com.[cita requerida]

### Giana Sisters 2D
Giana Sisters 2D es un remake en HD del juego de Nintendo DS. Fue lanzado en octubre de 2015 para PC. 

### Giana Sisters: Twisted Dreams
En julio de 2012, Black Forest Games comenzó una campaña de Kickstarter para una nueva entrega de The Great Giana Sisters, originalmente titulada Project Giana y luego retitulada Giana Sisters: Twisted Dreams, describiendo el proyecto como «la nieta de The Great Giana Sisters». El Kickstarter fue financiado exitosamente, logrando USD186.158 dólares con una meta de USD150.000. El juego, que se describe como una secuela directa de Giana Sisters DS, presenta música del compositor original de The Great Giana Sisters Chris Hülsbeck (en colaboración con Fabian Del Priore) y la banda sueca de «SID metal» Machinae Supremacy. Giana Sisters: Twisted Dreams se lanzó el 23 de octubre de 2012 para PC con versiones posteriores en Xbox Live Arcade, PlayStation Network, Nintendo eShop y posiblemente en Ouya.

### Giana Sisters: Dream Runners
Giana Sisters: Dream Runners es un juego de plataformas centrado en el modo multijugador. Fue lanzado en agosto de 2015 para PC, PlayStation 4 y Xbox One. Recibió críticas negativas.